# Sant Pere d'Abrera
Sant Pere d'Abrera és una església romànica dins del municipi d'Abrera (Baix Llobregat) inclosa en l'Inventari del Patrimoni Arquitectònic de Catalunya.

## Descripció
Església d'una nau coberta amb volta de canó amb un absis trilobulat amb finestres de doble esqueixada com a únics focus d'il·luminació del recinte. Exteriorment l'absis central està decorat amb arquets cecs i bandes llombardes i les teules són de pissarra. A la zona del creuer, cobert amb volta d'aresta, s'aixeca una torre campanar de tres pisos, el primer amb una finestra de mig punt per costat i els altres dos finestres geminades. El parament del mur està fet a base de pedres irregulars sense treballar disposades en filades.
La porta d'entrada està en un dels laterals; es tracta d'una arc de mig punt amb una sanefa de dents de serra a les arquivoltes i petites columnes adossades, una a cada banda. Els capitells tenen escultura rudimentària.

## Història
La parròquia de Sant Pere d'Abrera, dins del terme del castell de Voltrera, és esmentada el 1100, quan Guillem Ramon, senyor de la baronia de Castellbell, llegà cinc mancusos per a la seva dedicació.
L'església fou restaurada entre els anys 1956 i 1959 per la Diputació de Barcelona. En aquesta restauració es va afegir el tercer pis del campanar.